# سیارک ۳۱۲۳۹
سیارک ۳۱۲۳۹ (به انگلیسی: 31239 Michaeljames، نامگذاری:1998DV1) سی و یک هزار و دویست و سی و نهمین سیارک کشف شده‌است که در ۲۱ فوریه ۱۹۹۸ کشف شد.